# Президент (судно)
«Президент» (англ. SS President) — британский пассажирский лайнер, крупнейшее судно в мире на момент введения в эксплуатацию в 1840 году. В марте 1841 года стал первым пароходом, затонувшим во время трансатлантического рейса. При кораблекрушении все 136 человек на борту погибли. Судном владела British and American Steam Navigation Company, обанкротившаяся после потери судна.
«Президент» был вторым лайнером, принадлежавшим British and American Steam Navigation Company. Он отличался роскошными интерьерами. Судно спроектировал Макгрегор Лэрд. Строительство вела лондонская компания Curling and Young. Проектная вместимость составляла 154 пассажира. «Президент» был на четверть крупнее парохода «Бритиш Куин», являвшегося крупнейшим до появления «Президента», и более чем вдвое превосходил суда типа «Британия» компании Cunard Line, первые три из которых также были введены в эксплуатацию в 1840 году. Увеличение размера «Президента» было достигнуто за счёт добавления в конструкцию его предшественника «Бритиш Куин» третьей палубы. В результате «Президент» имел более высокий центр тяжести. Кроме этого, ему не хватало мощности силовой установки, из-за чего он стал самым медленным среди всех трансатлантических пароходов своего времени.
11 марта 1841 года «Президент» покинул Нью-Йорк и в третий раз направился в Ливерпуль. В последний раз пароход видели на следующий день, противостоящим шторму. Исчезновение судна было главной новостью в течение нескольких месяцев, и даже королева Виктория следила за этой историей.

## Описание
British and American Steam Navigation Company с самого начала осознавала, что на трансатлантическом маршруте необходимы частые рейсы и целый флот пароходов. Как только первое судно, «Бритиш Куин», вступило в строй, был заказан новый пароход. План состоял в том, чтобы к 1840 году «Президент» или «Бритиш Куин» совершали рейсы в Нью-Йорк каждый месяц.
По проекту Макгрегора Лэрда, новый пароход был на 500 регистровых тонн больше, чем «Бритиш Куин», на тот момент являвшийся самым большим судном в мире. Роскошные интерьеры «Президента» резко контрастировали со скромными помещениями флота компании Cunard Line. British and American Steam Navigation Company хотела, чтобы пассажиры чувствовали себя в роскошном отеле, а не в море. Салон имел размер 24 на 10 м и был выполнен в готическом стиле Тюдоров. Кормовой коридор, ведущий к обычным каютам, представлял собой картинную галерею с десятью картинами, написанными маслом, изображающими сцены из жизни Христофора Колумба. Обычные каюты вмещали 110 пассажиров и еще 44 места в передней части судна предназначались для прислуги. Пассажирские каюты были двухместными размером 2 на 2 м. Во внешней отделке судна выделялось носовое украшение, изображавшее Джорджа Вашингтона.
Загадкой остаётся цвет трубы парохода (как и у других судов компании). На некоторых изображения она окрашена чёрным, на других — белым. Также встречаются изображения чёрной трубы с белой, красной, тёмно-жёлтой, а в одном случае — чёрно-белыми полосами.
Деревянный корпус парохода был разделён на водонепроницаемые отсеки. Однако он не был таким надёжным, как у «Грейт Вестерн» или новых судов Cunard Line, только что вышедших на линии. Уже после двух рейсов в Америку и обратно пароход требовал ремонта, поскольку штормовые волны ослабили и искривили корпус. «Президент» был тяжеловесен и подвержен чрезмерной качке, так как имел три палубы, хотя по ватерлинии почти совпадал с «Бритиш Куин».
Относительно своего размера «Президент» обладал значительно меньшей мощностью, чем конкуренты. В результате время пересечения им Атлантики оказалось весьма долгим. Проблема усугубилась в 1841 году, когда пришлось снять запатентованные колёса с оперёнными лопастями и установить обычные. Оперение увеличивало скорость на 25 % на гладкой воде и более чем на 50 % в бурном море. Компания не смогла получить лицензию на использование запатентованной конструкции и сняла оперение перед выходом «Президента» в первый рейс 1841 года, чтобы избежать судебных разбирательств.

## История

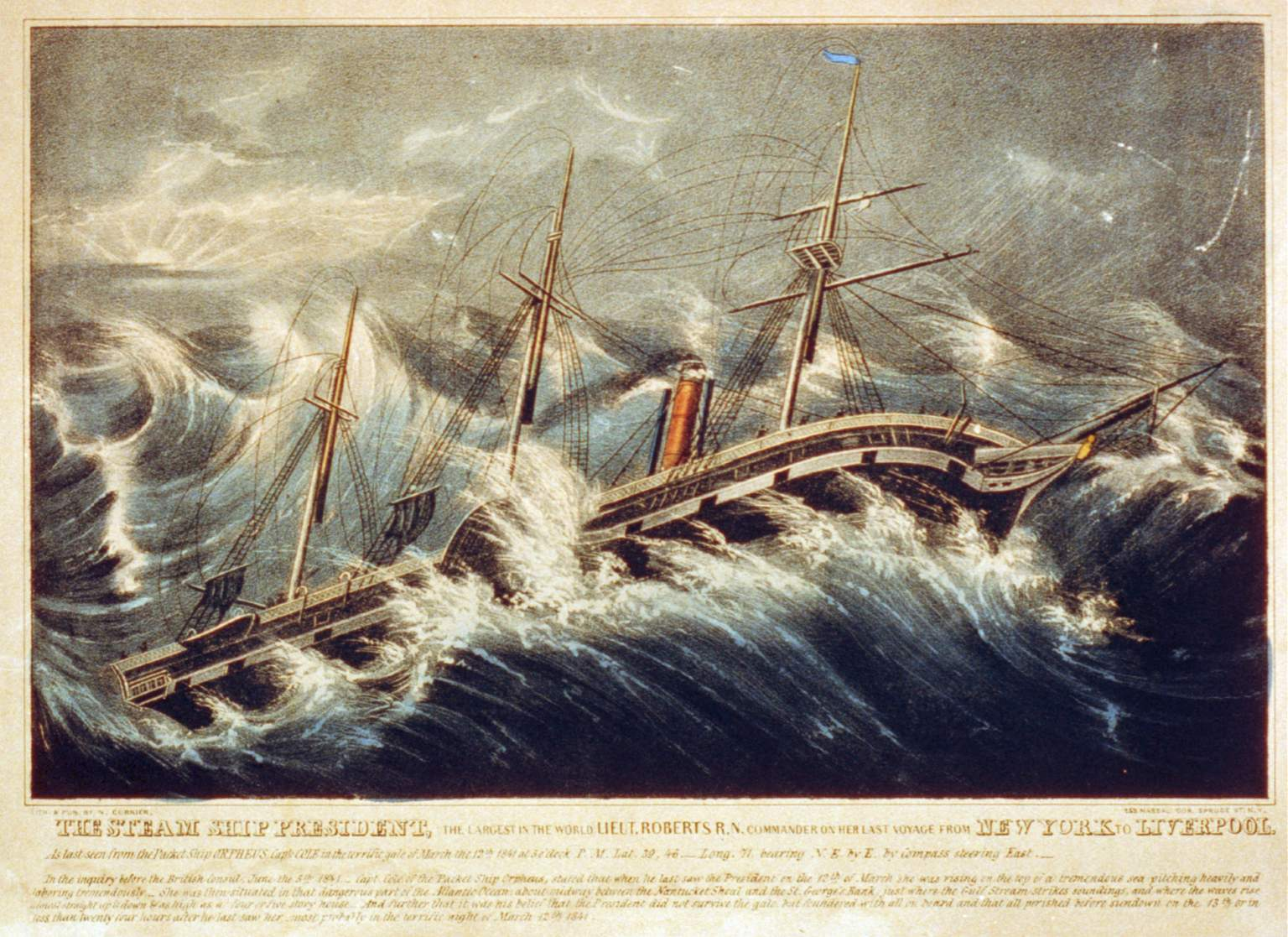
«Президент» в шторм (литография ок. 1841 года)

Первый рейс «Президент» совершил в августе 1840 года. Чтобы достичь Нью-Йорка, потребовалось 16,5 дня, при этом средняя скорость составила всего 8,4 узла (16 км/ч). Рекорд скорости на тот момент составлял 9,52 узла (18 км/ч), он был установлен «Грейт Вестерн». Капитан Роберта Дж. Файрер вывел пароход из Мерси с небольшим количеством пассажиров, поскольку за неделю до этого в Америку отплыли и «Грейт Вестерн», и «Акадия» компании Cunard Line. На обратном пути средняя скорость также составила 8,4 узла, в то время как рекорд «Грейт Вестерн» в восточном направлении равнялся 10,17 узлов (19 км/ч). Капитана Файрера обвинили в плохой работе и заменили на Майкла Макарти Кина. Однако во втором рейсе туда и обратно время не улучшилось. Выйдя из Нью-Йорка, «Президент» прошёл всего 300 миль за четыре дня и вернулся в Гудзон для дозаправки. После прибытия в Ливерпуль декабрьский рейс был отменен, а судно отправилось на переоборудование. Капитана снова сменили.
Третий рейс из Ливерпуля в феврале под командованием капитана Ричарда Робертса длился 21 день. В обратный рейс пароход вышел 11 марта 1841 года со 136 пассажирами и командой, а также с длинным грузовым манифестом. На второй день пути «Президент» попал в шторм. Последний раз судно видели борющимся с сильным волнением в опасном районе между Нантакетской отмелью и банкой Джорджес. Среди пассажиров последнего рейса были Джордж Гримстон Кукман, служивший капелланом Сената, и популярный ирландский комедийный актёр Тайрон Пауэр, прадед американского киноактёра-тёзки. Внимание к пропавшему судну было приковано несколько месяцев. Королева Виктория попросила прислать к ней специального посыльного, если появятся новости о пароходе.